# Хуан Діаз
Хуан Діаз (англ. Juan Díaz; нар. 17 вересня 1983 року, Х'юстон, Техас, США) — американський боксер-професіонал, який виступав в легкій ваговій категорії. Чемпіон світу в легкій (версія WBA, 2004—2008; версія WBO, 2007—2008; версія IBF 2007—2008; версія IBO 2008) ваговій категорії.